# Dung
Dung és un municipi francès situat al departament del Doubs i a la regió de Borgonya - Franc Comtat. L'any 2007 tenia 648 habitants.

## Demografia

### Població
El 2007 la població de fet de Dung era de 648 persones. Hi havia 254 famílies de les quals 48 eren unipersonals (20 homes vivint sols i 28 dones vivint soles), 87 parelles sense fills, 107 parelles amb fills i 12 famílies monoparentals amb fills.
La població ha evolucionat segons el següent gràfic:
Habitants censats

### Habitatges
El 2007 hi havia 262 habitatges, 251 eren l'habitatge principal de la família, 2 eren segones residències i 9 estaven desocupats. 245 eren cases i 17 eren apartaments. Dels 251 habitatges principals, 227 estaven ocupats pels seus propietaris, 22 estaven llogats i ocupats pels llogaters i 2 estaven cedits a títol gratuït; 6 tenien dues cambres, 26 en tenien tres, 64 en tenien quatre i 155 en tenien cinc o més. 226 habitatges disposaven pel capbaix d'una plaça de pàrquing. A 80 habitatges hi havia un automòbil i a 144 n'hi havia dos o més.

### Piràmide de població
La piràmide de població per edats i sexe el 2009 era:
| Homes | Edats   | Dones |
| ----- | ------- | ----- |
| 0     | 95 o +  | 0     |
| 0     | 90 a 94 | 0     |
| 0     | 85 a 89 | 0     |
| 0     | 80 a 84 | 12    |
| 12    | 75 a 79 | 8     |
| 16    | 70 a 74 | 16    |
| 16    | 65 a 69 | 12    |
| 16    | 60 a 64 | 16    |
| 8     | 55 a 59 | 8     |
| 28    | 50 a 54 | 16    |
| 24    | 45 a 49 | 36    |
| 52    | 40 a 44 | 28    |
| 12    | 35 a 39 | 32    |
| 8     | 30 a 34 | 24    |
| 12    | 25 a 29 | 8     |
| 20    | 20 a 24 | 4     |
| 12    | 15 a 19 | 24    |
| 44    | 10 a 14 | 20    |
| 12    | 5 a 9   | 24    |
| 16    | 0 a 4   | 12    |

## Economia
El 2007 la població en edat de treballar era de 426 persones, 310 eren actives i 116 eren inactives. De les 310 persones actives 294 estaven ocupades (153 homes i 141 dones) i 16 estaven aturades (9 homes i 7 dones). De les 116 persones inactives 43 estaven jubilades, 41 estaven estudiant i 32 estaven classificades com a «altres inactius».

### Ingressos
El 2009 a Dung hi havia 261 unitats fiscals que integraven 697 persones, la mediana anual d'ingressos fiscals per persona era de 21.233 €.

### Activitats econòmiques
Dels 10 establiments que hi havia el 2007, 1 era d'una empresa de construcció, 3 d'empreses de comerç i reparació d'automòbils, 1 d'una empresa d'hostatgeria i restauració, 2 d'empreses de serveis i 3 d'empreses classificades com a «altres activitats de serveis».
Dels 5 establiments de servei als particulars que hi havia el 2009, 1 era un taller de reparació d'automòbils i de material agrícola, 1 lampisteria, 1 perruqueria, 1 restaurant i 1 saló de bellesa.
Dels 2 establiments comercials que hi havia el 2009, 1 era una botiga d'electrodomèstics i 1 una joieria.
L'any 2000 a Dung hi havia 3 explotacions agrícoles.

## Equipaments sanitaris i escolars
El 2009 hi havia una escola elemental integrada dins d'un grup escolar amb les comunes properes formant una escola dispersa.

## Poblacions més properes
El següent diagrama mostra les poblacions més properes.